# Leonardo da Vinci: Arte e Ciência do Universo
Leonardo da Vinci: Arte e Ciência do Universo (no original, em italiano:  Leonardo da Vinci: arte e scienza dell'universo; em francês:  Léonard de Vinci : Art et science de l'univers) é uma monografia ilustrada e um relato biográfico do pintor italiano Leonardo da Vinci. O livro é o 73º volume da coleção "Universale Electa/Gallimard", escrito pelo crítico de arte italiano Alessandro Vezzosi [en], e publicado na Itália pela editora Electa/Gallimard em 1996. No mesmo ano, a obra foi traduzida para o francês por Françoise Liffran, e publicada na França pela editora parisiense Gallimard em sua coleção "Découvertes". No Brasil, entrou em circulação em 2006 por intermédio da editora Objetiva, como parte de sua coleção "Descobertas".
A edição italiana tem um total de 200 páginas, enquanto a edição francesa contém apenas 160 páginas. A tradução para o português, é baseada no texto em francês e não no original em italiano. Uma nova edição foi lançada em 2010, seguida por um livro digital para iPad em 2012, e uma reedição por ocasião da exposição Leonardo da Vinci no Museu do Louvre de 24 de outubro de 2019 a 24 de fevereiro de 2020.
Em 2001, a obra foi adaptada em filme documentário para o canal Arte, sob o título Léonard de Vinci.

## Sinopse

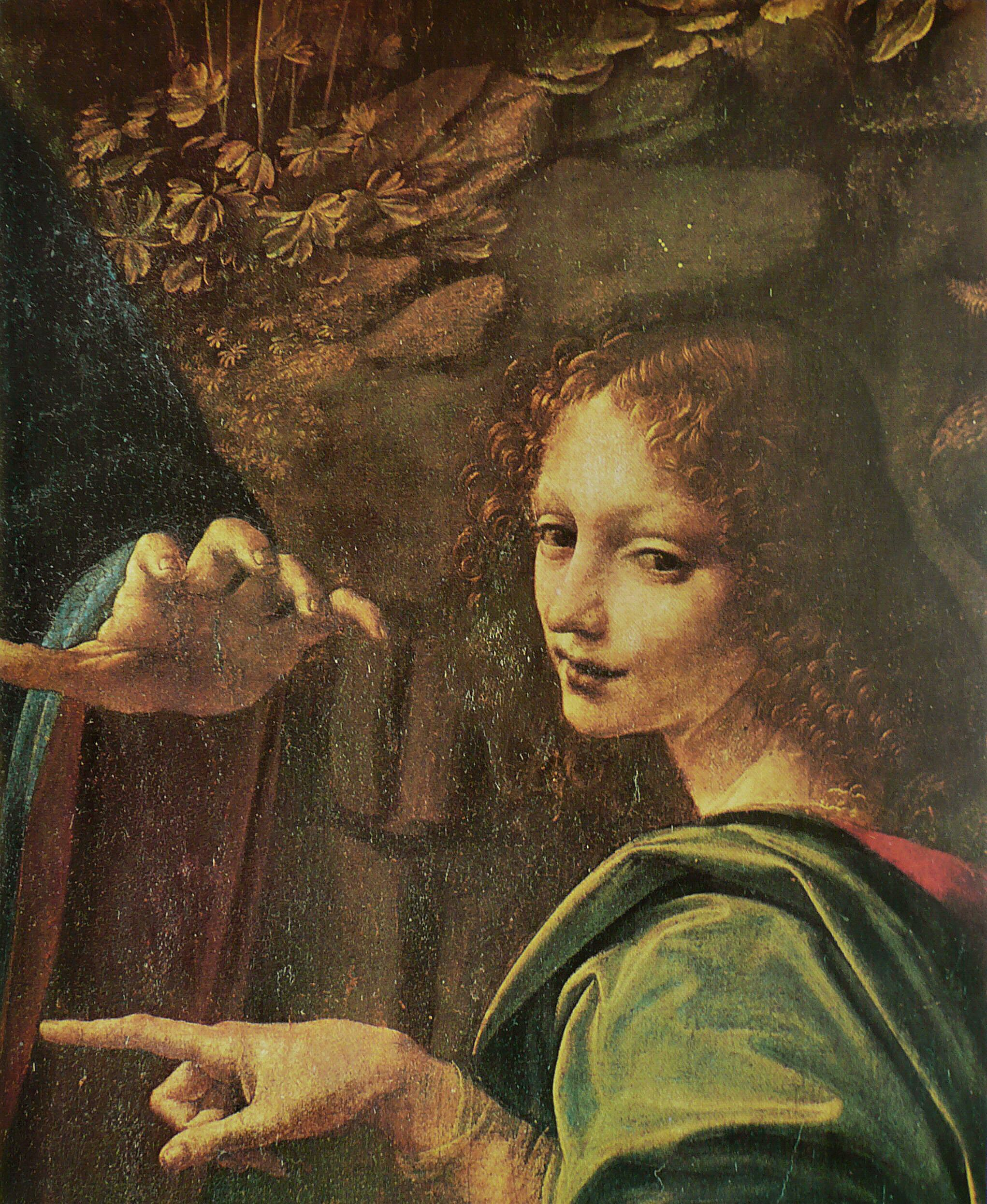
O retrato do Arcanjo Uriel, detalhe da Virgem das Rochas, apresentado na capa da edição italiana.

O autor traça neste livro a vida e obra de Leonardo da Vinci — o artista da pittura mentale — desde a infância na Itália até a morte na França, em cinco capítulos, seguidos de um conjunto de "Testemunhos e Documentos". A biografia coloca a vida de Da Vinci no contexto das grandes cortes que ele visitou: os Médici de Florença, Milão ducal e França real [fr].
É uma tentativa de reescrever a biografia de Da Vinci, em múltiplas dimensões, para além da aura de mito e mistério, de lenda e retórica, com base em manuscritos autógrafos e documentos originais. O livro também apresenta uma forma de reconsiderar a interpretação da obra de Da Vinci, sua complexidade interdisciplinar, sua "universalidade" e "modernidade".

## Críticas
No jornal irlandês The Irish Times, um autor anônimo opina que "este pequeno livro é um resumo útil".

## Adaptação
Em 2001, em co-produção com La Sept-Arte e Trans Europe Film, em colaboração com Éditions Gallimard e Museu do Louvre, produziu a adaptação documental de Léonard de Vinci : Art et science de l'univers sob o título Léonard de Vinci, dirigida por Jean-Claude Lubtchansky, com narração de voice-over pelos atores franceses Aurore Clément [fr] e Gérard Desarthe [fr]. O filme foi transmitido pelo Arte como parte do programa de televisão L'Aventure humaine [fr], e também foi lançado em DVD pelo Centre national du cinéma et de l'image animée (CNC). Foi dublado para o alemão com o título Leonardo da Vinci: Kunst und Wissenschaft des Universums, e para o inglês sob o título Leonardo da Vinci: The Mind of the Renaissance.